# Universiteit van Alberta

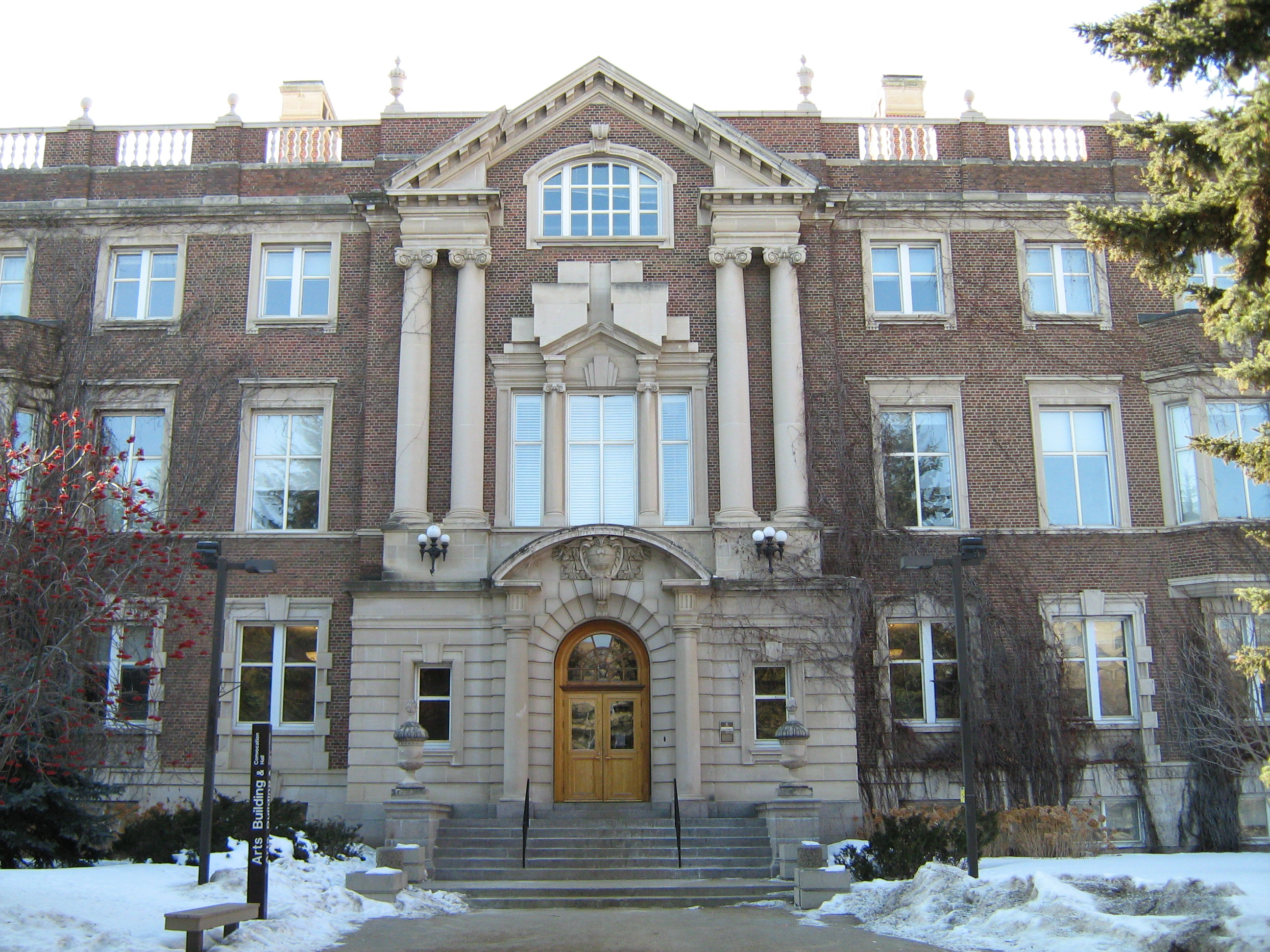
Een van de gebouwen op de campus van de Universiteit van Alberta

De Universiteit van Alberta is een universiteit gevestigd in de hoofdstad van de Canadese provincie Alberta, Edmonton.
De universiteit werd in 1908 opgericht en kent zo'n 36.000 studenten en een campus bestaande uit ruim 90 gebouwen dicht bij het centrum van Edmonton gelegen. Zowel oud-minister-president Joe Clark als premiers Peter Lougheed en Ed Stelmach van Alberta studeerde aan de universiteit. De bioloog Ludwig von Bertalanffy had zijn eerste aanstelling als hoogleraar aan deze universiteit.